# Phân biệt chủng tộc ở châu Á
Phân biệt chủng tộc ở châu Á bắt nguồn từ những sự kiện đã xảy ra ở khắp nơi từ hàng ngàn năm trước cho đến nay.

## Bangladesh
Vào năm 2015, Elias Mollah, thành viên Nghị viện Liên minh Awami cầm quyền, đã bình luận về chuyến đi gần đây của ông tới Congo: "Quân đội của chúng tôi đã đến đó (Châu Phi) để khai sáng cho những người da đen đó. Tôi chắc chắn họ sẽ hoàn thành nhiệm vụ. " Ông liên tục gọi người Congo là "người da đen thiếu văn minh" và nói thêm "Người dân vẫn chưa trở nên văn minh. Họ tắm 15 ngày một lần. Sau khi thoa xà phòng trước khi tắm, họ thậm chí không sử dụng nước để giữ lại mùi thơm. " 

## Bhutan
Vào năm 1991, năm 1992, Bhutan được cho là đã trục xuất từ 10.000 đến 100.000 người dân tộc Nepal (Lhotshampa). Con số người tị nạn ban đầu bị trục xuất ban đầu là bao nhiêu còn đang được cả hai bên tranh luận. Vào tháng 3 năm 2008, số người này đã bắt đầu được tái định cư trong nhiều năm đến các nước thứ ba bao gồm Hoa Kỳ, Canada, New Zealand, Na Uy, Đan Mạch, Hà Lan và Úc. Hiện tại, Hoa Kỳ đang nỗ lực tái định cư hơn 60.000 người tị nạn này tại Hoa Kỳ như là chương trình định cư của nước thứ ba.

## Brunei
Luật pháp Brunei quy định phân biệt đối xử tích cực có lợi cho dân tộc Malay.

## Myanmar
Sự trỗi dậy của Ne Win, khi ông ta lên nắm quyền vào năm 1962 và cuộc đàn áp "người ngụ cư" (các nhóm nhập cư không được công nhận là công dân của Liên minh Miến Điện) đã dẫn đến một cuộc di cư của khoảng 300.000 người Ấn Miến Điện để tránh các chính sách phân biệt đối xử, đặc biệt là sau khi xảy ra quốc hữu hóa doanh nghiệp tư nhân năm 1964. Một số người tị nạn Hồi giáo sang Bangladesh đã rất khổ sở vì chính phủ Bangladesh không cung cấp hỗ trợ nào kể từ năm 2007 . Vào cuối năm 2016, các lực lượng vũ trang Myanmar và Phật tử cực đoan đã bắt đầu một cuộc đàn áp lớn đối với người Hồi giáo Rohingya ở khu vực phía tây của bang Rakhine.
Kể từ năm 2015, chỉ riêng Đông Nam Bangladesh đã có hơn 900.000 người tị nạn Rohingya trốn sang. Nhiều người chạy đến các quốc gia xung quanh khác, và các quốc gia Hồi giáo lớn. Hơn 100.000 người Rohingyas ở Myanmar bị giam trong các trại dành cho những người tị nạn trong nước. Ngay trước khi một cuộc tấn công của phiến quân Rohingya giết chết 12 nhân viên an ninh, ngày 25 tháng 8 năm 2017, quân đội Myanmar đã tiến hành "các hoạt động giải phóng mặt bằng" chống lại người Hồi giáo Rohingya ở bang Rakhine  khiến hơn 3.000 người chết, nhiều người bị thương, bị tra tấn hoặc bị hãm hiếp, nhiều làng bị đốt cháy. Chỉ riêng Bangladesh đã có hơn 603.000 người Rohingya từ Myanmar trốn sang, nhiều người khác đến những nơi khác. Theo Ủy ban Cứu trợ và Hồi hương Người tị nạn, khoảng 624.000 người Rohingyas đã vào Bangladesh tính đến ngày 7 tháng 11 

## Campuchia
Campuchia đã có những chính sách nhắm đến các nhóm dân tộc thiểu số một cách không tương xứng, bao gồm người gốc Hoa, Việt, Thái và người nước ngoài sống ở Campuchia. Một phần của cuộc xung đột này bắt nguồn từ sự can dự của Trung Quốc vào Campuchia trước Chiến tranh Việt Nam. Vào cuối những năm 1960, ước tính có 425.000 người gốc Hoa sống ở Campuchia, nhưng đến năm 1984, do hậu quả của nạn diệt chủng của Khmer Đỏ và việc di cư, chỉ còn lại khoảng 61.400 người Hoa ở trong nước. Người Chăm, một dân tộc thiểu số Hồi giáo là hậu duệ của những người di cư từ đế chế Champa cũ, đã buộc phải chấp nhận ngôn ngữ và phong tục của người Khmer. Khmer Đỏ có một lệnh tuyên bố rằng từ đó "Quốc gia Chăm không còn tồn tại trên đất Campuchia thuộc về người Khmer" (UN Doc. A.34 / 569 đoạn 9). Chỉ có khoảng một nửa số người Chăm sống sót.

## Trung Quốc
Các học giả đã lưu ý rằng Cộng hòa Nhân dân Trung Hoa đa phần mô tả chủ nghĩa phân biệt chủng tộc là một hiện tượng phương Tây, điều này dẫn đến việc thiếu sự thừa nhận về phân biệt chủng tộc trong chính xã hội của mình. Chẳng hạn, Ủy ban LHQ về xóa bỏ phân biệt chủng tộc đã nhận định vào năm 2018 rằng luật pháp Trung Quốc không định nghĩa "phân biệt chủng tộc".
Phân biệt đối xử với sinh viên châu Phi đã xảy ra kể từ khi người châu Phi đến các trường đại học Trung Quốc vào những năm 1960, sinh viên châu Phi đã bị coi là mối đe dọa và vô kỷ luật. Một sự kiện năm 1988 được ghi lại rõ ràng trong đó sinh viên Trung Quốc nổi loạn chống lại các sinh viên châu Phi học tập tại Nam Kinh. Sinh viên châu Phi cũng được báo cáo là đối tượng chịu kiểm tra ma túy thường xuyên hơn nhiều so với sinh viên từ các khu vực khác.
Vào năm 2007, các cuộc trấn áp chống ma túy của cảnh sát ở quận Sanlitun của Bắc Kinh được cho là nhắm vào những người gốc châu Phi là tội phạm bị nghi ngờ, mặc dù các quan chức cảnh sát đã chối việc nhắm vào bất kỳ nhóm chủng tộc hoặc sắc tộc cụ thể nào. Hành động tương tự của cảnh sát diễn ra tại Quảng Châu, nơi một nhóm người châu Phi đã định cư.
Cảm giác chống Nhật ở Trung Quốc là một vấn đề lịch sử. Nhật Bản sáp nhập đất đai từ Trung Quốc vào cuối triều đại nhà Thanh. Sự không hài lòng với thỏa ước và Hai mươi mốt yêu sách của chính phủ Nhật Bản đã dẫn đến một cuộc tẩy chay nghiêm trọng các sản phẩm của Nhật Bản tại Trung Quốc. Ở Trung Quốc vẫn có sự cay đắng về những sự tàn bạo của Chiến tranh Trung-Nhật lần thứ hai, như Vụ thảm sát Nam Kinh và các hành động sau chiến tranh của Nhật Bản. Ngày nay, chủ nghĩa xét lại và việc kiểm duyệt sách giáo khoa vẫn còn là vấn đề gây tranh cãi.

### Hong Kong
Với dân số 7,3 triệu người  Hồng Kông đã nổi tiếng là một thành phố quốc tế, trong khi đa số dân vẫn là người Trung Quốc. Chủ nghĩa đa văn hóa này đã đặt ra các vấn đề về phân biệt chủng tộc và giới tính, đặc biệt là với 350.000 sắc dân thiểu số như người châu Phi, người Nepal, người Ấn Độ, người Indonesia, Pakistan, người Mexico và người Philippines, những cộng đồng thiểu số đã hình thành từ thời mới hình thành chế độ thuộc địa cũ Hồng Kông hoặc mới tới Hồng Kông gần đây để làm lao động giúp việc gia đình. Ví dụ, phụ nữ người Philippines đôi khi được gọi bằng cái tên có tính xúc phạm "Bun Mùi" và nam giới người Philippines thì được gọi là "Bun Jai" (nghĩa đen là chị em người Philippines và con trai người Philippines, tương ứng).  Năm 2003, số lượng đơn khiếu nại được cơ quan xử lý các vấn đề phân biệt đối xử, Ủy ban Cơ hội Bình đẳng, tăng 31%.
Kể từ khi chuyển giao chủ quyền vào năm 1997, đã có căng thẳng lớn hơn và nhiều xung đột đã gia tăng giữa các cư dân Trung Quốc (Cộng hòa Nhân dân (CHND) Trung Hoa hoặc "Đại lục") và Hồng Kông về một loạt các vấn đề chính trị và kinh tế xã hội liên quan đến chính quyền và tự chủ hiến định của lãnh thổ. Các vấn đề một phần liên quan đến chính sách áp bức của chính phủ CHND Trung Hoa  và một phần là hành vi của cư dân Đại lục khi họ đi du lịch đến Hồng Kông. Cư dân Đại lục phải chịu hậu quả đáng kể trong thập niên 1960 và 1970 do những thảm họa như Nạn đói lớn của Trung Quốc xuất phát từ sự cai trị kém của CHND Trung Hoa. Tuy nhiên, kể từ những năm 1990, Đại lục đã có sự tăng trưởng kinh tế đáng kể và một lượng lớn khách du lịch đại lục đã đến thăm Hồng Kông trong những năm gần đây. Cũng có nhiều báo cáo rằng các bậc cha mẹ đến thăm Đại lục cho phép con cái đi đại tiện hoặc đi tiểu công khai trên đường phố trong các khu mua sắm sầm uất hoặc trong các phương tiện giao thông công cộng.
Tương tự như vậy, với sự ra đời của Chương trình thăm cá nhân của Trung Quốc năm 2003, cho phép cư dân đại lục được cấp thị thực du lịch không giới hạn đến Hồng Kông, và sau vụ bê bối sữa Trung Quốc năm 2008 và các sự cố an toàn thực phẩm khác ở Trung Quốc, một dòng người thường xuyên đến Hồng Kong để mua sữa bột cho trẻ em và các nhu yếu phẩm hàng ngày khác. Trong quá trình này, dòng tiền này đã gây ra tình trạng thiếu nguồn cung cho phụ huynh Hồng Kông và tiền thuê nhà leo thang; nó cũng gây tổn hại lớn đến sự đa dạng thương mại của doanh nghiệp Hồng Kông. Do nhu cầu lớn từ cư dân đại lục, các tổ chức buôn lậu đã phát triển nhanh chóng. Tác động xấu này đối với nền kinh tế đã khiến một số cư dân Hồng Kông gọi cư dân Đại lục là "cào cào"; họ được coi là những kẻ xâm lược tràn vào thành phố và rút cạn tài nguyên của nó.
Mặt khác, một dự luật về phân biệt chủng tộc đã được các nhóm nhân quyền yêu cầu trong 10 năm qua, và chính phủ đã bị cáo buộc trì hoãn vấn đề. Ngày 3 tháng 12 năm 2006 là lần đầu tiên một dự thảo luật được đề xuất tại Hội đồng Lập pháp và dự kiến sẽ được thông qua trước cuối năm 2008. Tuy nhiên, dự luật bị chỉ trích là "quá bảo thủ". Việc loại trừ người di cư Trung Quốc đại lục cũng là một nguồn gây tranh cãi, với việc chính phủ tuyên bố rằng họ không được coi là thuộc chủng tộc khác. Một vấn đề khác của dự luật là ngôn ngữ dạy học trong trường học.

## Ấn Độ
Phân biệt đối xử đã bị từ chối ngay từ trong Bhagavada Gita (Chí Tôn ca, một phần của Mahabharata) của Ấn Độ giáo, trong đó nói rằng không một ai, dù có thế nào, bị ngăn cấm khỏi giác ngộ. Ngay cả những văn bản đầu tiên của Ấn Độ giáo như Rig Veda cũng không khuyến khích việc xâm hại những kẻ bị ruồng bỏ. Văn bản viết: " Indra, ngườii đã nâng đỡ kẻ bị ruồng bỏ bị áp bức, người tôn vinh người mù và người què." (Rg-Veda 2:13:12).

Hệ thống varna (Ấn Độ giáo) tương đương với việc phân công lao động, trong đó một con trai của Shudra (varna thấp nhất) có thể trở thành một Bà la môn. Nhưng sau đó, hệ thống này đã trở thành di truyền và con trai của Shudra sẽ vẫn là Shudra, và được gọi là hệ thống đẳng cấp. Trong thời kỳ Raj thuộc Anh, quan điểm phân biệt chủng tộc đối với người Ấn Độ dựa trên phân biệt chủng tộc khoa học có hệ thống được thực thi ở châu Âu vào thời điểm đó trở nên phổ biến. Các quan điểm bao gồm phân chia các nhóm ngôn ngữ thành các "lớp" dân tộc (xem Định nghĩa lịch sử về các chủng tộc ở Ấn Độ). Thủ tướng đầu tiên của Ấn Độ, Pandit Jawaharlal Nehru, đã viết: 
 Chúng ta ở Ấn Độ đã biết đến chủ nghĩa phân biệt chủng tộc dưới mọi hình thức kể từ khi bắt đầu sự cai trị của nước Anh. Ý tưởng về một chủng tộc thượng đẳng là cố hữu trong chủ nghĩa đế quốc... Ấn Độ với tư cách là một quốc gia và người Ấn Độ với tư cách cá nhân đã phải chịu sự sỉ nhục, bị bẽ mặt và bị đối xử khinh miệt. Người Anh là một chủng tộc đế vương, chúng ta đã được bảo, với quyền được Chúa ban cho để cai trị chúng ta và khiến chúng ta vâng lời; nếu chúng ta phản đối, chúng ta được nhắc nhở về "phẩm chất dũng mãnh của một chủng tộc đế vương".

## Hàn Quốc
Người Hàn Quốc, tức người dân gốc Triều Tiên ở cả miền bắc và miền nam bán đảo, có xu hướng đánh đồng quốc tịch hoặc quyền công dân với tư cách thành viên trong một nhóm dân tộc chính trị duy nhất, đồng nhất hoặc " chủng tộc " (minjok, bằng tiếng Hàn). Sự phân biệt đối xử và sự tẩy chay của trẻ em lưỡng chủng có mặt khắp nơi trong xã hội Hàn Quốc.  Một ngôn ngữ và văn hóa chung cũng được xem là yếu tố quan trọng trong bản sắc Hàn Quốc. Cả Bắc Triều Tiên và Hàn Quốc đều nằm trong số các quốc gia đồng nhất về dân tộc nhất thế giới. 
Các trường học Hàn Quốc đã bị chỉ trích vì chỉ thuê những giáo viên da trắng dạy tiếng Anh, bởi vì người Hàn Quốc thiên vị màu da trắng trẻo là đại diện của "phương Tây" hoặc "tiếng Anh".
Với sự ưa chuộng giáo dục của xã hội Hàn Quốc, người Hàn Quốc có thể giữ quan điểm rập khuôn về người Do Thái như là hình mẫu xuất sắc trong học tập cũng như người Do Thái rất thông minh. Ngược lại, một cuộc khảo sát của Liên đoàn Chống phỉ báng cho thấy 53% người Hàn Quốc thể hiện khuynh hướng chống Do Thái. Tuy nhiên, nhà báo nửa Do Thái Dave Hazzan đã điều tra về kết quả này và không tìm thấy chủ nghĩa bài Do Thái ở Hàn Quốc. Hơn nữa, Abe Foxman, người đứng đầu Liên đoàn Chống phỉ báng, thừa nhận rằng các chuẩn mực văn hóa đã ảnh hưởng đến câu trả lời của người tham gia khảo sát lời phải được xem xét trong các cuộc khảo sát trong tương lai.

## Indonesia
Một số luật phân biệt đối xử với người Hoa ở Indonesia đã được chính phủ Indonesia ban hành. Năm 1959, Tổng thống Sukarno đã phê duyệt PP 10/1959, buộc người Hoa ở Indonesia phải đóng cửa các doanh nghiệp của họ ở khu vực nông thôn và di chuyển vào khu vực thành thị. Hơn nữa, áp lực chính trị trong những năm 1970 và 1980 đã hạn chế vai trò của người Hoa ở Indonesia trong chính trị, học thuật và quân đội. Kết quả là, họ bị hạn chế về chuyên môn để trở thành doanh nhân và nhà quản lý chuyên nghiệp trong thương mại, sản xuất và ngân hàng. Vào những năm 1960, sau nỗ lực đảo chính Cộng sản bị cáo buộc thất bại vào năm 1965, có một làn sóng chống người Indonesia gốc Hoa bị buộc tội là cộng tác viên của Cộng sản. Năm 1998, những cuộc nổi loạn vì giá lương thực cao hơn và những tin đồn về việc tích trữ của các thương nhân và chủ cửa hàng thường bị thoái hóa thành các cuộc tấn công bài Hoa. Ngoài ra còn có sự phân biệt chủng tộc chống lại tôn giáo & đức tin rộng khắp đất nước, đặc biệt là giữa người Hồi giáo và Kitô giáo.
Tổ chức Ân xá Quốc tế đã ước tính hơn 100.000 người Papua, một phần sáu dân số, đã chết vì bạo lực chống lại người Tây Papua, trong khi những ước đoán trước đó đưa ra con số cao hơn nhiều. Những năm 1990 chứng kiến Indonesia tăng tốc chương trình Di cư chéo, theo đó hàng trăm ngàn người di cư Java và Sumatra đã được tái định cư đến Papua trong thời gian mười năm, Chính phủ Indonesia coi đây là sự cải thiện về kinh tế và cải thiện mật độ dân số cho Indonesia. Các nhà phê bình nghi ngờ rằng mục đích của chương trình Di cư chéo là nhằm cân bằng dân số của tỉnh, vốn tập trung số đông người Papua Nam Đảo, bằng người Tây Indonesia, từ đó củng cố thêm quyền kiểm soát của Indonesia.

## Iran
Cuối tháng 8 năm 2010, Ủy ban chống phân biệt chủng tộc của Liên Hợp Quốc đã nhận xét nước cộng hòa Hồi giáo Iran phân biệt đối xử và thực hành phân biệt chủng tộc đối với người Ả Rập, người Kurd, Baluch và các dân tộc thiểu số khác. Ủy ban này của Liên Hợp Quốc cho biết "Người Ả Rập, người Kurd và các nhóm thiểu số khác ở Iran phải đối mặt với sự phân biệt đối xử vì sắc tộc của họ."  Liên Hợp Quốc kêu gọi Iran giải quyết vấn đề phân biệt chủng tộc đối với các cộng đồng Ả Rập, Azeri, Balochi và người Kurd và một số cộng đồng không phải là công dân.

## Israel
Các tổ chức như Tổ chức Ân xá Quốc tế, Hiệp hội Quyền Dân sự ở Israel và Bộ Ngoại giao Hoa Kỳ  đã công bố các báo cáo ghi lại sự phân biệt chủng tộc ở Israel.
Hiệp hội Quyền Dân sự ở Israel (ACRI) đã công bố các báo cáo ghi lại phân biệt chủng tộc ở Israel và báo cáo năm 2007 cho thấy nạn phân biệt chủng tộc ở nước này đang gia tăng. Một phân tích của báo cáo đã tóm tắt: "Hơn hai phần ba thanh thiếu niên Israel tin rằng người Ả Rập kém thông minh, thiếu văn minh và bạo lực. Hơn một phần ba thanh thiếu niên Israel sợ tất cả người Ả Rập.... Báo cáo thậm chí còn gay gắt hơn, trích dẫn cuộc thăm dò phân biệt chủng tộc của ACRI, được thực hiện vào tháng 3 năm 2007, trong đó 50% người Israel tham gia cho biết họ sẽ không sống trong cùng tòa nhà với người Ả Rập, sẽ không kết bạn hoặc để con cái họ kết bạn với người Ả Rập và sẽ không hãy để người Ả Rập vào nhà của họ."  Báo cáo năm 2008 từ ACRI cho biết xu hướng gia tăng phân biệt chủng tộc đang tiếp tục.

## Nhật Bản
Năm 2005, một báo cáo của Liên Hợp Quốc bày tỏ lo ngại về phân biệt chủng tộc ở Nhật Bản và chính phủ không thừa nhận hết mức độ sâu sắc của vấn đề  Tác giả của báo cáo, Doudou Diène (Báo cáo viên đặc biệt của Ủy ban Nhân quyền Liên Hợp Quốc), đã kết luận sau một cuộc điều tra kéo dài 9 ngày rằng phân biệt chủng tộc và bài ngoại ở Nhật Bản chủ yếu ảnh hưởng đến ba nhóm: dân tộc thiểu số, người Mỹ Latinh gốc Nhật, chủ yếu là người Brazil gốc Nhật và người nước ngoài đến từ các nước nghèo.
Nhật Bản chỉ chấp nhận 16 người tị nạn trong năm 1999, trong khi Hoa Kỳ nhận tái định cư 85.010 người. New Zealand, nhỏ hơn 30 lần so với Nhật Bản (về dân số), đã chấp nhận 1.140 người tị nạn vào năm 1999. Chỉ có 305 người được Nhật Bản công nhận là người tị nạn từ năm 1981, khi Nhật Bản phê chuẩn Công ước Liên Hợp Quốc liên quan đến Tình trạng của người tị nạn, đến năm 2002. Cựu Thủ tướng Aso Taro gọi Nhật Bản là quốc gia "một chủng tộc".
Người Ainu là một nhóm dân tộc bản địa ở Hokkaidō, phía bắc Honshū, Quần đảo Kuril, phần lớn Sakhalin và thứ ba cực nam của bán đảo Kamchatka. Khi khu định cư của Nhật Bản mở rộng, người Ainu bị đẩy về phía bắc, cho đến thời Meiji, họ bị chính quyền giam giữ tại một khu vực nhỏ ở Hokkaidō, theo cách tương tự như việc đặt người Mỹ bản địa vào các khu bảo tồn.

## Malaysia
Malaysia là một quốc gia đa sắc tộc, với người Mã Lai chiếm đa số - chiếm gần 52% trong tổng số 28 triệu dân. Khoảng 30% dân số là người Malaysia gốc Hoa (người Malaysia gốc Trung Quốc) và người Malaysia gốc Ấn Độ (người Malaysia gốc Ấn Độ) chiếm khoảng 10% dân số. Các chính sách phân biệt đối xử tích cực của chính phủ thường ủng hộ đa số người Malay được coi là Bumiputra (Malay gốc), đặc biệt trong các lĩnh vực như nhà ở, tài chính và giáo dục. Những chính sách như vậy được bảo vệ bởi điều 153 của Hiến pháp Malaysia. Đảng cầm quyền lâu dài của UMNO cũng thúc đẩy Ketuanan Melayu: ý tưởng rằng người dân tộc Mã Lai hoặc Bumiputras nên có được những đặc quyền đặc biệt ở Malaysia. Y tưởng này được đưa vào Thỏa thuận Liên bang Malaya được ký ngày 21 tháng 1 năm 1948 tại Cung điện Nhà vua bởi những người cai trị Malay và bởi Ngài Edward Gent, với tư cách là đại diện của chính phủ Anh, rằng người Malay sẽ lãnh đạo ba chủng tộc chính. Người Mã Lai thống trị trong: chính trị ở cả cấp quốc gia và cấp bang; cơ quan dân sự; lực lượng quân sự và an ninh. Người Trung Quốc có truyền thống thống trị nền kinh tế và sống với tập trung số lượng lớn ở các khu vực đô thị của Malaysia.
Chính phủ do người Malay kiểm soát đảm bảo rằng tất cả các Bumiputras có nguồn gốc Malay đều được hưởng ưu đãi về số lượng sinh viên trong các trường đại học công. Chương trình trúng tuyển của Bộ Giáo dục phân bổ 90% cho Bumiputras và 10% cho sinh viên không Bumiputra.
Bumiputras cũng được giảm giá 7% khi mua nhà mới, và có đất dành riêng cho người Malay ở hầu hết các khu định cư. Các ô chôn cất ở hầu hết các khu vực đô thị là dành cho Bumiputras, những người khác thì phải hỏa táng. Tất cả các vị trí quan trọng của chính phủ do người Mã Lai nắm, bao gồm hầu hết các hiệp hội thể thao. Các hình thức ưu đãi khác bao gồm yêu cầu tối thiểu 30% vốn do người Malay Bumiputra nắm tại các Công ty niêm yết, tài trợ đầy đủ cho nhà thờ Hồi giáo và nơi thờ cúng Hồi giáo (Hồi giáo là một tôn giáo chính thức ở Malaysia), quỹ tín thác lãi suất đặc biệt cao dành cho Bumiputra Malay, phân bổ cổ phần đặc biệt cho các ứng dụng chia sẻ mới cho Bumiputra Malay, và biến ngôn ngữ Malay thành một kiểm tra bắt buộc phải qua, và được quan tâm đặc biệt. Ngay cả sách giáo khoa cũng bị chỉ trích là phân biệt chủng tộc, đặc biệt là từ các trường kiểu Trung Quốc và Ấn Độ, những người áp dụng phương pháp học tập từ các quốc gia tương ứng. " Interlok ", một cuốn tiểu thuyết tiếng Malay năm 1971 của nhà văn người Malaysia, Abdullah Hussain, bị các nhóm người Hoa ngày nay lên án việc mô tả các nhân vật gốc Hoa là những kẻ lừa đảo hút thuốc phiện tham lam muốn khai thác lợi nhuận của người Malay. Một số người nói rằng người Trung Quốc đang cố gắng chinh phục Malaysia như họ đã làm với Singapore. Cộng đồng Ấn Độ trước đó đã phàn nàn về việc sử dụng từ "pariah" trong tiểu thuyết. Các hiệp hội người Hoa cho biết cuốn sách không chỉ gây khó chịu cho người Ấn Độ mà cả người Hoa, vì nó miêu tả nhân vật Kim Lock là một "kẻ nghiện thuốc phiện và kẻ ngoại tình tàn nhẫn" và con trai của ông, Cing Huat, là "xảo quyệt, tham lam, vô đạo đức và một người bán con gái của mình ". "Interlok" được viết dựa trên ý thức hệ Ketuanan Melayu. Các nhóm cũng lên án "chủ đề chính" trong cuốn sách, trong đó mô tả người Trung Quốc "gian lận và đàn áp" người Mã Lai hoặc là những du kích cộng sản "khó chịu và vô đạo đức".
Trong tháng Ramadan 2011, đài truyền hình 8TV đã có một số quảng cáo về một phụ nữ người Hoa tại chợ Ramadan. Các thảo luận trên internet đã cho rằng những quảng cáo này mang tính hạ thấp và phân biệt chủng tộc, và yêu cầu nhà đài xin lỗi. Thay vào đó, nhà đài tuyên bố quảng cáo Ramadan là một "sai lầm trung thực" và tiếp tục tuyên bố rằng người xem đã hiểu nhầm các clip. Các quảng cáo Ramadan - được phát hành dưới dạng thông báo dịch vụ công cộng (PSA) - dường như đang rập khuôn người Hoa, mô tả một phụ nữ người Hoa vô văn hóa làm xấu hổ người khác tại phiên chợ Ramadan. Một số bộ phận của cộng đồng cho rằng họ là "Hồi giáo", đặc biệt là người Hoa ở Malaysia. Trích lời triết gia người Áo Karl Popper, nhà đài nói trong lưu ý trên Facebook: "Không thể nói theo cách mà bạn không thể hiểu lầm." Các PSA thể hiện rõ hành vi thiếu tôn trọng đối với cộng đồng Hồi giáo Malaysia và với chính hồi giáo. Các PSA nhấn mạnh hành vi không hiểu biết của một Hoa kiều do một diễn viên thủ vai trong các cảnh để thể hiện những việc gì có thể gây bối rối cho những người bán hàng rong Malay và những người trong phiên hội chợ. Trong một cảnh, người phụ nữ Hoa mặc một chiếc áo không tay, tự hào khoe nách, bị che mờ đi, với người qua đường trong khi chạm vào một nải chuối. Tiếp theo hình ảnh trong PSA là một bài học đạo đức, tư vấn cho người xem về hành vi tốt ở nơi công cộng. Một trong những thông điệp này là "Đừng tham lam và ăn ở nơi công cộng".

## Pakistan
Cảm giác phân biệt chủng tộc tồn tại giữa các công dân Pakistan đối với công dân Bangladesh. Một chế độ chống người Pakistan gốc Bengal trong thời gian Chiến tranh giải phóng Bangladesh đã được thúc đẩy mạnh mẽ bởi những người phân biệt chủng tộc bài Bengal trong quá trình lập quốc, đặc biệt là so với đồng thiểu số Bengal theo Ấn Độ giáo. Xung đột này quay trở lại khi một phần Ấn Độ lần đầu tiên được tách thành Tây Pakistan và Đông Pakistan khi công dân Pakistan ngày nay chi phối chính phủ Pakistan gốc. Từ 300.000 đến 3 triệu "người" đã bị giết trong cuộc xung đột kéo dài 9 tháng vào năm 1971. Chính phủ Bangladesh yêu cầu một lời xin lỗi chính thức cho những hành động tàn bạo đó từ nguyên thủ quốc gia Pakistan, cũng như đưa ra xét xử các cựu lãnh đạo quân sự và chính trị, những người đã đóng một vai trò trong hành động quân sự ở Đông Pakistan. Pakistan đã tiếp tục bỏ qua yêu cầu này.
Phân biệt đối xử ở Pakistan ngày nay chủ yếu dựa trên tôn giáo, địa vị xã hội  và giới tính.

## Philippines
Ở Philippines, chế độ ưu đãi dành cho người Tây Ban Nha và Mestizos (người lai Tây Ban Nha và dân bản địa) trong thời thuộc địa Tây Ban Nha. Sau năm 1898, quyền kiểm soát các hòn đảo được truyền lại cho các lãnh chúa mới người Mỹ, người cùng với một thế hệ con lai mới, đã tạo thành một phần của giới tinh hoa xã hội trong nước. Cho đến ngày nay, hậu duệ của thực dân trắng vẫn được đối xử tích cực trong khi trong ngành công nghiệp giải trí, các diễn viên / nữ diễn viên hầu hết là người gốc Trắng.
Tương tự, tình trạng của người Philippines gốc Trung Quốc thay đổi trong suốt thời kỳ thuộc địa. Tuy nhiên, người ta thường chấp nhận rằng việc đối xử đàn áp đối với người Trung Quốc đã được cả người Philippines và người Tây Ban Nha thực hiện cùng với người nhập cư Nhật Bản và người Mỹ trong thời kỳ thuộc địa. Sau khi giành độc lập vào năm 1946, người Trung Quốc đã nhanh chóng đảm nhận một vị trí hàng đầu về tài chính và kinh doanh. Tuy nhiên, có một số thất bại, chẳng hạn như chính sách nhập cư được coi là không công bằng đối với người di cư từ Trung Quốc trong nhiệm kỳ của Tổng thống Ramon Magsaysay, cũng như việc giới hạn thời gian học các môn học Trung Quốc tại các trường Trung Quốc trên khắp đất nước, do Tổng thống Ferdinand Marcos ban hành.
Theo một số cách, Philippines là một xã hội đồng nhất đáng ngạc nhiên khi xem xét tính đa dạng của ngôn ngữ, sắc tộc và văn hóa. Phần lớn dân số là người gốc ngữ hệ Nam Đảo với các nhóm thiểu số nhỏ nhưng quan trọng về kinh tế của người gốc Hoa, người Mỹ da trắng và người Tây Ban Nha. Philippines cũng là nơi có số lượng người nhập cư ngày càng tăng từ Hàn Quốc, Ấn Độ, Indonesia, Úc, Anh, Nhật Bản và các quốc gia khác.

## Nga
Thuật ngữ " pogrom " trở nên phổ biến trong tiếng Anh sau khi một làn sóng bạo loạn chống Do Thái quy mô lớn quét qua miền tây nam Đế quốc Nga vào năm 1881 – 1884. Một làn sóng pogroms đẫm máu hơn đã nổ ra vào năm 1903 -1906, khiến ước tính 2.000 người Do Thái thiệt mạng. Vào đầu thế kỷ 20, hầu hết người Do Thái châu Âu sống trong cái gọi là Pale of Scharge (khu định cư), biên giới phía Tây của Đế quốc Nga bao gồm ngày nay là các quốc gia Ba Lan, Litva, Bêlarut và các vùng lân cận. Nhiều người pogroms đã tham gia Cách mạng năm 1917 và Nội chiến Nga sau đó, ước tính khoảng 70.000 đến 250.000 người Do Thái dân sự đã bị giết trong trên khắp Đế quốc Nga cũ; số trẻ mồ côi Do Thái vượt quá 300.000.
Phân biệt chủng tộc bên trong Nga là một hiện tượng hậu Liên Xô đã tăng lên đều đặn trong thập kỷ qua. Trong những năm 2000, các nhóm phát xít mới ở Nga đã tăng lên bao gồm hàng chục ngàn người. Chủ nghĩa phân biệt chủng tộc đối với cả công dân Nga (dân tộc Kavkaz, người bản địa Siberia và Viễn Đông Nga, v.v.) và các công dân Nga gốc Phi, Trung Á, Đông Á (Việt Nam, Trung Quốc, v.v.) và Châu Âu (Ukraina, v.v.) là một vấn đề ngày càng tăng.
Một cuộc thăm dò dư luận của Pew Global cho thấy 25% người Nga có cái nhìn không ưa chuộng với người Do Thái. Chủ nghĩa phân biệt chủng tộc đối với người Trung Á được cho là phổ biến. 

## Singapore
Kể từ khi độc lập, Singapore tuyên bố mình là một xã hội đa văn hóa. Cam kết quốc gia Singapore là một tuyên bố chống phân biệt chủng tộc và chấp nhận tất cả các chủng tộc và tôn giáo. Ngày hội hòa hợp chủng tộc được tổ chức tại Singapore để đánh dấu những tiến bộ đạt được kể từ cuộc bạo loạn năm 1964 tại Singapore. Tuy nhiên, vẫn còn những gợi ý về phân biệt chủng tộc như sự kỳ thị xã hội gắn liền với sự xen kẽ của các nhóm dân tộc khác nhau.
Có một xu hướng về bản sắc văn hóa tập thể; đó là một xu hướng tập trung vào các động lực nhóm ở cấp độ xã hội hơn là cấp độ cá nhân. Điều này đến lượt nó dẫn đến một sự nhấn mạnh gia tăng về việc là một phần của nhóm 'này' và không phải là một phần của nhóm 'khác'. Nhiều người trên tài liệu nhận dạng của họ phân loại dân tộc khác, mặc dù đã có những cải cách gần đây vào năm 2011 cho phép nhận dạng dân tộc hai kiểu như "Hoa Ấn" hoặc "Ấn Hoa" cho những cá nhân có di sản hỗn hợp.
Vẫn còn sự thù địch của người Trung Quốc-Malay dường như là mối đe dọa lớn nhất bất chấp sự khoan dung giữa các chủng tộc nói chung. Những mối nguy hiểm tiềm tàng trở nên nghiêm trọng dưới sự đe dọa của các vụ đánh bom Jemaah Hồi giáo có thể xảy ra ở Singapore, điều này có thể gây ra, nó đáng sợ, trong một loại phản ứng dữ dội đối với người Hồi giáo Malay vô tội. Chính phủ đã đưa ra các kế hoạch liên quan đến các nhà lãnh đạo tôn giáo và cộng đồng của tất cả các chủng tộc để giảm thiểu bạo lực chủng tộc sau một cuộc tấn công khủng bố tiềm năng.
Các khu nhà ở của Hội đồng Phát triển Nhà ở và Trường học thực thi hạn ngạch dân tộc dựa trên tỷ lệ chủng tộc để ngăn chặn các cuộc đua chủng tộc. Hệ thống này đảm bảo người Hoa đa số chung sống với một tỷ lệ nhất định là người Mã Lai và Ấn Độ và ngược lại. Kết quả là, trẻ em lớn lên với ít nhất một số pha trộn chủng tộc cả ở trường và trong khu dân cư của chúng. Trong nhiều năm, các nhà lãnh đạo cộng đồng đã tổ chức các chuyến thăm chéo để kỷ niệm các lễ hội văn hóa và tôn giáo của nhau.
Tuy nhiên, một số blogger và nhà bình luận trẻ tuổi đã bị buộc tội theo Đạo luật chống xúi giục nổi loạn vì đưa ra những nhận xét chê bai về chủng tộc và tôn giáo. Một trong những cách tiếp cận của chính phủ để xử lý 'ngôn từ kích động thù địch' đó là đối phó với các biểu hiện phân biệt chủng tộc cực đoan, ví dụ như trên các trang web, thông qua Đạo luật này. Tuy nhiên, cách tiếp cận này cũng thu hẹp tự do ngôn luận ở Singapore.
Cảm giác chống ngoại bang gia tăng vào giữa thập kỷ đầu năm 2010 với chủ sở hữu nhà và chủ nhà từ chối cho thuê tài sản cho người từ Ấn Độ và Cộng hòa Nhân dân Trung Hoa.
Vào năm 2019, một quảng cáo 'mặt nâu' có Dennis Chew trong nhiều trang phục chủng tộc với kiểu trang điểm được áp dụng để phóng đại các đặc điểm chủng tộc khác nhau. Quảng cáo này đã kích hoạt một video rap đáp lại, điều này không chỉ gây chú ý đến nạn phân biệt chủng tộc thông thường mà người thiểu số phải đối mặt trong cuộc sống hàng ngày mà còn thu hút sự chú ý của chính quyền đối với những người tạo video. Trước quảng cáo này, có một số sự cố 'mặt nâu' khác cũng được báo cáo.

## Đài Loan
Luật quốc tịch của Trung Hoa Dân Quốc đã bị chỉ trích  vì các phương pháp xác định người nhập cư nào có quyền công dân.

## Việt Nam
Chiến tranh Trung-Việt dẫn đến sự phân biệt đối xử và hậu quả là sự di cư của người gốc Hoa ở Việt Nam. Nhiều người trong số này bỏ trốn như "thuyền nhân". Vào những năm 1978-79, khoảng 450.000 người gốc Hoa rời khỏi Việt Nam bằng thuyền như những người tị nạn (nhiều người chính thức được khuyến khích và giúp đỡ) hoặc bị trục xuất qua biên giới đất liền với Trung Quốc. Hiện nay ở Việt Nam còn có một dạng phân biệt chủng tộc "ngầm" đó là các cầu thủ nhập tịch không có gốc Việt thì không có cơ hội được gọi vào Đội tuyển Bóng đá Quốc Gia, mặc dù họ có quốc tịch Việt Nam, có đầy đủ quyền của công dân Việt Nam và trình độ bóng đá là đảm bảo.